# Hospital de Bellvitge
Hospital de Bellvitge – stacja początkowa metra w Barcelonie, na linii 1. Stacja została otwarta w 1989.